# Irma S:t Cyr Jonsson
Irma Elna Fredrique S:t Cyr Jonsson, född S:t Cyr 6 augusti 1902 i Holms församling i Älvsborgs församling, död 30 juli 1984, var en svensk författare. 

## Biografi
Irma S:t Cyr Jonsson föddes 1902 på Melleruds gård i Dalsland som dotter till godsägaren Edgar S:t Cyr och Elna Bergman. Hon var brorsdotter till Ragnar S:t Cyr och systerdotter till Hjalmar Bergman.
Under 1920-talet bodde S:t Cyr Jonsson en period i Stockholm där hon arbetade som kontorist vid Bonniers förlag samt som biträde i Wennergrens bokhandel. Hon gifte sig 1928 med tandläkaren Knut Jonsson. Paret bodde ett år i Askersund, varefter de bosatte sig i Enköping. De fick fyra barn, däribland Kristina Widman och Mona Saint Cyr.
Irma S:t Cyr Jonsson var aktiv inom föreningsliv och politik. Hon satt i Enköpings kommunfullmäktige under flera perioder och engagerade sig i Sveriges författarförbund, Romantiska förbundet samt Enköpings Husmodersförening. Hon var även under många år ordförande i Enköpingskretsen av Fredrika Bremer-förbundet.